# Боросень
Боросень (рум. Boroseni) — село в Молдові в Дондушенському районі. Входить до складу комуни, центром якої є село Єлизаветовка.
Більшість населення - українці. Згідно з переписом населення 2004 року -107 осіб (78%).